# Tylozygus descrepantius
Tylozygus descrepantius är en insektsart som beskrevs av Nielson et Godoy 1995. Tylozygus descrepantius ingår i släktet Tylozygus och familjen dvärgstritar. Inga underarter finns listade i Catalogue of Life.